# La purga (serie de televisión)
La purga es una de las primeras serie de televisión cordobesas, ganadora del Concurso "Series de ficción para canales asociadas a productoras con antecedentes", del Plan Operativo de Fomento a la producción de Contenidos para la TV Digital 2010 avalada por el INCAA (Instituto Nacional de Cine y Artes Audiovisuales) de la República Argentina para la televisión digital terrestre.
La serie, íntegramente rodada en la ciudad de Córdoba en el año 2011, fue realizada por las casas productoras Garabato Animaciones y Prisma Cine en Coproducción con Canal 10 de Córdoba.
Esta serie es un policial de 13 episodios de 22 minutos de duración cada uno, y se estrenó el 12 de octubre de 2011 por la señal de Canal 10 (Córdoba). Está ambientada en los barrios cercanos a La Cañada, en la capital cordobesa. Allí se mezclarán temas como la supervivencia en la calle, el narcotráfico, crímenes y venganza, y la corrupción policial.

## Trama
La Purga es uno de los tantos barrios populares de Córdoba empobrecidos por la desindustrialización. La búsqueda de la subsistencia ha tejido, entre sus habitantes, una intrincada red de intereses que fundan una cruda convivencia.
Agustín (Francisco Cataldi) llega al barrio por casualidad, pero el destino trama sus propios planes. Muerto en vida, después de una tragedia familiar, encontrará en su relación con los personajes del barrio el doloroso y esforzado camino a la redención.

## Sinopsis primeros 8 capítulos
- "La Purga-Capítulo 01": ¿Hasta dónde llegarías por venganza? Agustín (Francisco Cataldi) es un hombre golpeado por el destino que ve que su vida y todo lo que tenía se derrumba como un castillo de naipes. Casi por casualidad, termina en La Purga, un barrio en el que se mezclan la solidaridad, con las mafias y la violencia extrema. En ese barrio conviven “El Pulpo” (Maximiliano Gallo) y Pablo (Pablo Tolosa), dos hermanos que han elegido distintos caminos pero que intentan reencontrarse: uno quiere rescatar a los jóvenes del crimen, el otro está metido en una red de corrupción -que involucra tanto a criminales como a policías- de la que no siempre se sale. Un ajuste de cuentas puede cambiar la vida de todos para siempre. “No te preocupes... estás en La Purga”.
- "La Purga-Capítulo 02": Luego de meterse en una pelea que no era suya en el bar El Gringo, Agustín (Francisco Cataldi) termina malherido y es Cintia (Julieta Daga) quien se ocupa de su recuperación. Ella es pareja de Pablo (Pablo Tolosa), que intenta salir bien parado del lío en el que se han metido tras la pelea en el bar. Él se ve obligado a buscar refugio de sus enemigos junto con su hermano "el Pulpo" y "el Gordo". Mientras "El Pulga" (Paul Mauch) los quiere ver muertos, Raúl (Alvin Astorga) intenta mantener el equilibrio en el barrio que controla a las órdenes del corrupto comisario Rodríguez (Ricardo Bertone). Agustín sólo quiere irse, pero no es tan fácil salir de allí. Un disparo atraviesa la noche.
- "La Purga-Capítulo 03": Agustín se recupera. Algo le está pasando con Cintia, algo que determinará el futuro de todos en La Purga. Pablo y el resto de la banda traen al Pulpo herido, están desesperados, tratan de encontrar una solución mientras Agustín irrumpe haciéndose cargo de la situación. Todos se enteran de que es médico. Héctor se enfrenta a Raúl, el Gordo tiene que mediar para que la cosa no se agrave. Las noticias corren, alguien le pasó el dato al Pulga. Pablo quiere venganza.
- "La Purga-Capítulo 04": Después de la rudimentaria operación, Pablo ve en Agustín un hombre de confianza y le pide que se quede a cuidar de Pulpo. Agustín acepta. Lo que Pablo no imagina es que "el doc" se queda por Cintia. A través de raudas palabras e intensas miradas la atracción entre ellos ha empezado a crecer de la mano con el peligro. Luego de cerrar el trato, Pablo se lleva al médico a pasear por el barrio con la intención de que todos lo reconozcan como uno de los suyos y quizás también para que el mismo Agustín reconozca el poder que Pablo tiene entre la gente. En la caminata el Gato los ve. Corre desesperado hasta Raúl para anunciarle que el hombre que mató a su hermano está en La Purga y trabaja para Pablo.
- "La Purga-Capítulo 05": El que no está seguro de que Agustín deba ser un hombre de la banda es el Gordo y cuando el mismo Raúl los aprieta por estar cubriendo al hombre que mató a uno de sus pibes, sus sospechas se vuelven rotundas. ¿Qué hace Agustín en La Purga? ¿Qué información está buscando? Pablo confía que el médico ha llegado por casualidad. Pero además ve una oportunidad para ajustar cuentas con el dealer. Si Agustín es un peligro para Raúl, entonces para ellos es un "As en la manga". La orden de Pablo es clara. Hay que cuidar del médico como si fuera una virgencita. Mientras tanto el Pulpo se recupera y Clara insiste hasta llevárselo nuevamente a su casa. Facundo empieza a buscar la protección de Agustín y eso estrecha más la cercanía entre él y Cintia. El Gordo por su parte sigue investigando. Irrumpe en el departamento del médico. Allí descubrirá algo que cambiará el rumbo de los acontecimientos.
- "La Purga-Capítulo 06": Después de entrar a su casa, el Gordo conoce el pasado mórbido de Agustín. Su mujer Claudia fue asesinada en un intento de robo por el Gato y su hermano menor Mauro Soria. Agustín llegó al momento cuando los asaltantes estaban escapando y en una carrera desperada por detenerlos termina atropellando al más joven. Esto le cuesta un año de prisión. Pablo le cuenta esta historia a Luis agregándole su propia versión, con la intención de que la desparrame por el Barrio y que los temores de Raúl sobre el médico buscando información que lo implique, se acrecienten. Raúl por su parte logra convencer al Chavo para que trabaje para él. Agustín y Cintia están cada vez más cerca.
- " La Purga-Capítulo 07": Como suponía Pablo, Luis empieza a desparramar la versión de que el tiempo de Raúl está llegando a su fin. Los chicos de la murga organizan la fiesta de cumpleaños que Pulpo no había podido festejar. Pulpo se enfrenta ferozmente con Raúl por el Chavo. Finalmente logra que el joven regrese a la murga. El Gordo aprieta a Agustín para conocer sus verdaderas intenciones. El médico se va del lugar decidido a salir de la Purga pero antes va hasta la casa a despedirse de Cintia. Antes de irse y de no volver a verla la besa. En ese momento entra Luis y detrás Pablo. Luis busca la manera de cubrirlo y que Pablo no se entere de que está queriendo escapar del barrio.
- "La Purga-Capítulo 08": Al amanecer Agustín aprovecha para salir del Barrio. Lo hace por la zona del Pulga para que Pablo no lo vaya a buscar. Cintia ve su partida y la oculta. Cuando Pablo se entera de que su mujer cubrió al médico le da una cachetada haciendo explícita una relación de largo maltrato. El Gordo y Pablo van en búsqueda del médico y lo encuentran. Pero también deben enfrentarse con los matones del Pulga. En la pelea entre ellos sucederá algo que marcará el comienzo de un enfrentamiento despiadado entre las dos bandas. Raúl busca vengarse del Pulpo y le pide ayuda a Rodríguez. El comisario le exige a la gente de la murga una coima por llevar adelante la fiesta barrial. Clara se enfrenta con la verdadera cara de la mafia policial.

## Personajes
- Pablo: Pablo Tolosa.
- Agustín: Francisco Cataldi.
- Cintia: Julieta Daga.
- Rodríguez: Ricardo Bertone.
- Gordo: Hernán Sevilla.
- Raúl: Alvin Astorga.
- Pulpo: Maximiliano Gallo.
- Clara: Sabrina Ramos.
- Gato: Emanuel Tete Muñoz.
- Facundo: Atilio Ordóñez.
- Chapa: Norberto Beto Bernuez.
- Pulga: Paul Mauch.
- Luis: Francisco Colja.
- Héctor: Horacio López Orellano.
- Lerdo: Juan De Battisti.
- Papila: Carlos Marletta.
- Sopa: Pablo Zaballa.
- Chavo: Guillermo Vanadía.

## Producción y equipo técnico
- Dirección: Claudio Rosa /Pablo Brusa.
- Producción Ejecutiva: Sergio Pedrosa /Antonio Pita / Romina Savary.
- Dirección de Producción: Daniela Bestard Pou.
- Dirección de Fotografía: Diego Arroyo / Sebastián Ferrero.
- Dirección de Arte: Carolina Bravo.
- Montaje: Antonio Pita / Matías Nille.
- Guion: Ivana Galdeano.
- Director de Sonido y Mezcla: Marcos Carreño (Estudios Multimedia).
- Director de Sonido: Diego Giménez.
- Vestuaristas: Mariana Asis y Valeria Darrigo.
- Música Original: Antonio Pita.
- Jefe de Producción: Rodrigo Alabart.
- Primer Asistente de Dirección: Lucas Combina.
- Segundo Asistente de Dirección: Luciano Giletta.
- Director de Actores / Apuntador: Juan Luna.
- FX: Nicolás Crespo.
- Posproducción de Efectos: Gonzalo Bazán.
- Jefe de Locaciones: Julián Machado.
- Asistentes de Locaciones: Sofía Marramá – Javier Brandan.
- Productor de Casting: Agustín Gelfo.
- Utilera: Pamela Abdala.
- Escenógrafo: Daniel Marín.
- Ambientadora: Julia Pesce.
- Maquillaje y peinados: Ana San Román.
- Asistente de maquillaje: Cecilia San Román.
- Asistentes de Cámara: Mariano Campastro – Andrés Peruzzi.
- Gaffer: Esteban Bono.
- Jefe de Eléctricos: Pablo Bortis.
- Grip: Leonardo Trenque – Santiago “Chaco” Vallejo.
- Asistente de fotografía: Lautaro Garabello.
- Backstage: Daniel Bertola.
- Fotografía Fija: Paola Cena.
- Técnico HD: Charly Toledo.
- Microfonista: Sofía Morel.
- Productora de Sonido: Daniela Serafini.
- Asistentes de Producción: Anabella Gargiulo, Lucas Miranda, Julia Silva, Melina Sampietro.
- Runners de Producción: Juan Manuel Hernández - Santiago Amidei.[1]